# Jan IX. ze Středy
Jan IX. ze Středy (latinsky Johannes Noviforensis nebo de Novo Foro, něm. Johannes von Neumarkt, kolem roku 1310, Vysoké Mýto? – 23. prosince / 24. prosince 1380, Modřice u Brna) byl česko-německý kněz a humanistický spisovatel, biskup v Litomyšli a pak v Olomouci, v letech 1357–1374 kancléř císaře Karla IV.

## Život

### Začátky kariéry (do 1352)
Narodil se v měšťanské rodině ve Vysokém Mýtě a získal vynikající vzdělání, patrně v Itálii. Působil jako kněz-plebán ve Slezské Středě (pol. Środa Śląska, něm. Neumarkt in Schlesien, 25 km západně od Vratislavi), proto měl přídomek "ze Středy". Jeho bratr Mathias byl cisterciácký mnich, světící biskup v Litomyšli a později ve Vratislavi, starší sestra byla ženou Rudolfa, rychtáře ve Vysokém Mýtě; jejich syn byl roku 1394 děkanem pražské univerzity.
Jan ze Středy je poprvé připomínán zřejmě roku 1340 jako notář minsterberského knížete Bolka II. (†1341), později (před rokem 1344) se stal plebánem (farářem) ve Slezské Středě – toto obročí si podržel nejméně do konce roku 1351 – a následně se stal písařem v kanceláři krále Jana Lucemburského (†1346). První skutečně nesporná zmínka o Janovi ze Středy pochází z 16. října 1347, kdy byl zaměstnán v kanceláři krále Karla IV. jako notář. Tehdy již měl za sebou řadu příležitostí prokázat své schopnosti, čemuž odpovídá i jeho další rychlá kariéra v kanceláři Karla IV.: byl jeho dvorním kaplanem, sekretářem, roku 1351 kancléřem královny Anny. Téhož roku se stal dosavadní králův kancléř Jan Očko z Vlašimi olomouckým biskupem a Karlovu kancelář opustil. Jeho nástupcem se stal právě Jan ze Středy, nejprve v letech 1352–1354 s titulem protonotáře, tj. představeného královské kanceláře, ale již o Vánocích roku 1353 byl královým dvorským kancléřem. Tuto hodnost si ponechal, s krátkým přerušením v letech 1364/1365, až do své smrti.

### Kancléřem Karla IV. (1352–1374)

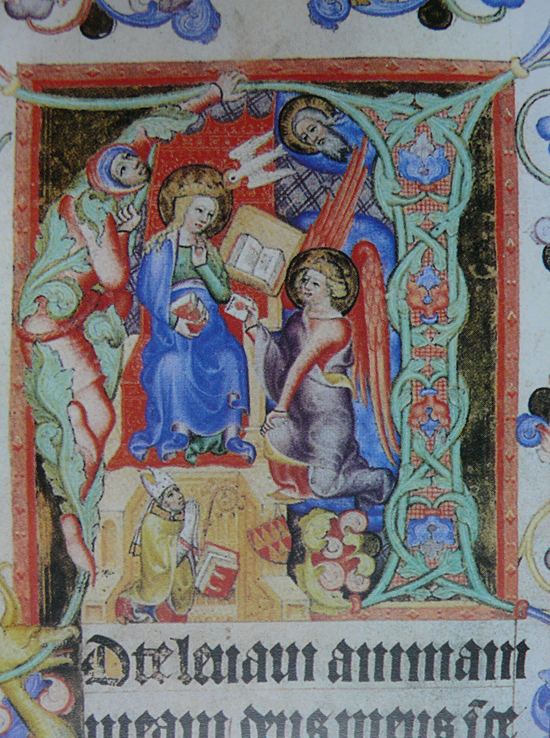
Iniciála A se Zvěstováním - dole klečící Jan ze Středy (Misál Jana ze Středy)

Přestože si Karel IV. hodlal Jana ze Středy podržet ve svých službách, hledal pro něj materiální zabezpečení ve formě biskupského úřadu. (Již roku 1351 měl sice Jan hodnosti a příjmy kanovníka kapitul olomoucké a vratislavské, to však k lesku kancléře římského krále nestačilo.) První pokus se udál roku 1352, kdy byl 16. února papežem Klementem VI. jmenován biskupem v Naumburgu. Naumburská kapitula však zvolila za biskupa tamějšího kanovníka Rudolfa von Saaleck-Nebra a tuto volbu potvrdil i magdeburský arcibiskup Ota Hesenský, do jehož pravomoci naumburská diecéze spadala.
Jan ze Středy se sice nevzdal ihned a ještě na jaře roku 1353 se označoval za zvoleného biskupa naumburského, posléze však od této snahy upustil. Vhodnější příležitost se naskytla, když téhož roku zemřel první litomyšlský biskup Jan. 9. listopadu 1353 byl zvolen a před 22. prosincem i potvrzen biskupem v Litomyšli. Jan Očko z Vlašimi mu ještě jednou uvolnil místo: 12. června 1364 byl totiž zvolen arcibiskupem pražským a Jan ze Středy mohl opustit Litomyšl a stát se 23. srpna biskupem olomouckým, toho jména IX. Olomoucká diecéze byla nejen starší a tedy prestižnější než litomyšlská, ale hlavně mnohem bohatší.
Tuto prestiž Karel IV. ještě zvýšil brzy po Janově jmenování privilegiem z 1. března 1365, kterým byl Janovi ze Středy a jeho nástupcům na olomouckém stolci udělen titul "hraběte české královské kaple" s právem korunovat českého krále a nasazovat mu korunu i při jiných příležitostech v případě, že není přítomen pražský arcibiskup. Za stejných okolností měl na starosti bohoslužby v královské kapli na Pražském hradě a na Karlštejně. Toto privilegium si olomoučtí biskupové zachovali do roku 1918.
Vlastní biskupskou činnost však Jan ze Středy na obou místech prakticky nevykonával. V Litomyšli vedl správu diecéze oficiál Mikuláš z Pelhřimova a v duchovních záležitostech Janův bratr Matyáš, titulární biskup z Trebinje (ten byl od roku 1362 světícím biskupem ve Vratislavi u biskupa Přeclava z Pohořelé a zemřel roku 1370). Později v Olomouci jej zastupovali generální vikáři: brněnský probošt Mikuláš, Bedřich z Olbramkostela a olomoucký probošt Jakub z Kaplice. To Janovi ze Středy nebránilo v tom, aby se přinejmenším formálně účastnil na zakládání církevních institucí: v Litomyšli sám založil roku 1355 nebo 1356 klášter augustiniánů poustevníků, v jehož kostele byl později pochován, spolupůsobil i při tom, když litomyšlský biskup Albrecht ze Šternberka založil roku 1371 klášter augustiniánů kanovníků ve svém rodném Šternberku, kolegiátní kapitule sv. Mořice v Kroměříži vydal roku 1367 nová statuta.
Jako královský a císařský kancléř se však Jan ze Středy musel zdržovat v bezprostřední blízkosti Karla IV. v Praze i na cestách. Roku 1353 byl s Karlem IV. v Mohuči, roku 1354 v Itálii, 1356 se podílel na sepsání Zlaté buly (byť zřejmě spíše stylisticky, než co do politického obsahu) a na jejím projednávání na sněmech v Norimberku a v Metách a roku 1364 se účastnil Karlova jednání s Habsburky v Brně. Když byl roku 1364 jmenován biskupem olomouckým, nějakou dobu funkci kancléře nevykonával, ale již následujícího roku se k ní vrátil a dále s císařem cestoval po Německu a v roce 1368 po Itálii. Roku 1374 se s ním z neznámých důvodů rozešel a byl nucen se usadit v Olomouci, sídle své diecéze. Ač Jan žádal s odkazem na 26 let věrné služby o návrat do úřadu, Karel IV. jeho prosbu nevyslyšel. Hodnost kancléře mu však ponechal a nikomu dalšímu již ji neudělil.

### Poslední roky života (1374–1380)

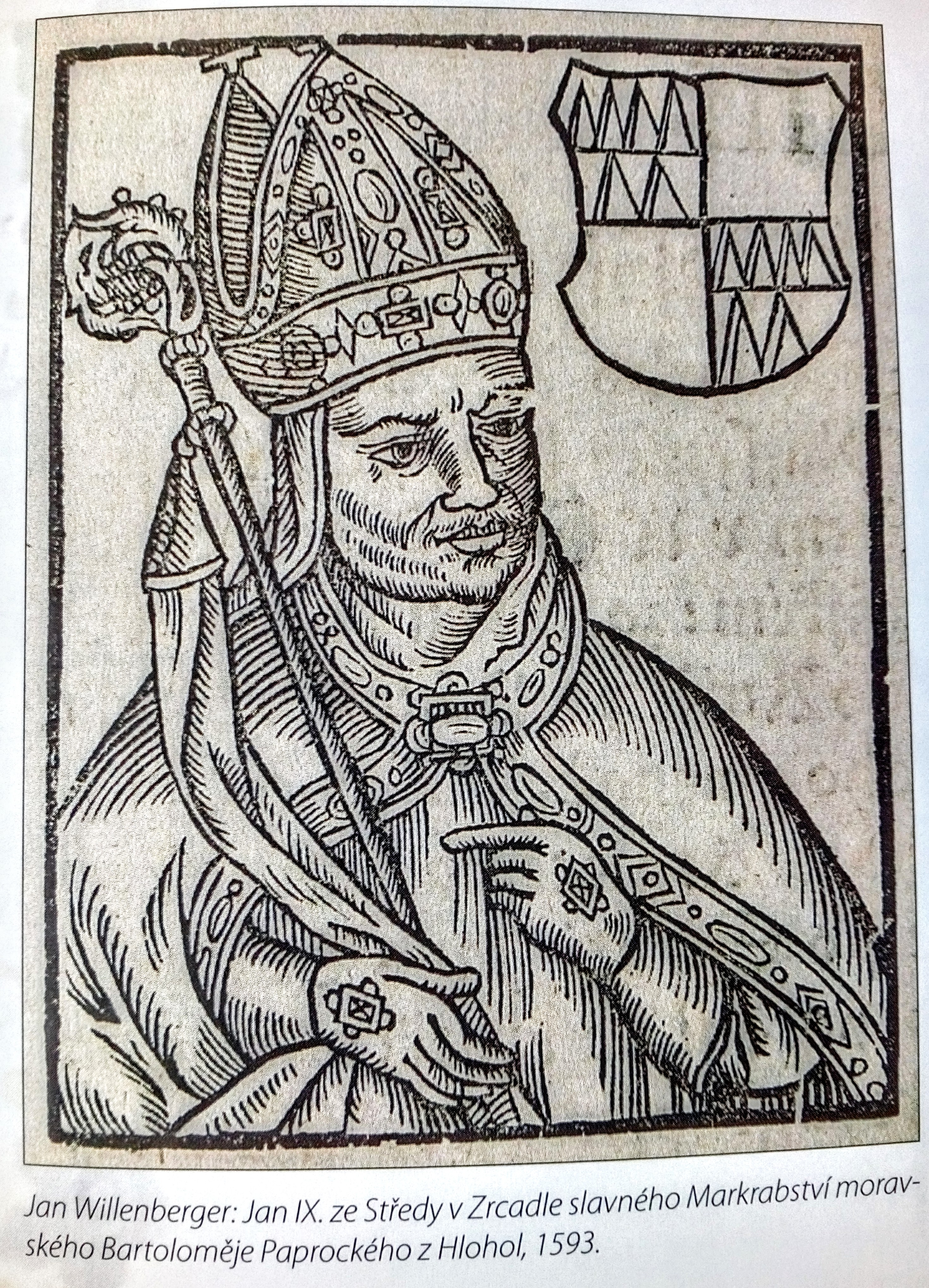
Jan IX. ze Středy

Poté, co se fakticky chopil správy své diecéze, věnoval se Jan ze Středy především liturgickým a správním otázkám. Roku 1376 sjednotil liturgické předpisy pro svou diecézi. Na synodu v Kroměříži roku 1380 zavedl svátek svatých Cyrila a Metoděje a také svaté Kristiny a svaté Korduly. Vedle toho vyprosil od papeže pro opata kláštera ve Velehradě, spojeného s misí obou věrozvěstů, právo nosit pontifikálie. V podstatě tak po dlouhé době zapomenutí vzkřísil uctívání těchto nejstarších patronů Moravy.
Přesto se Jan ze Středy toužil vrátit z Moravy do Slezska, kde bylo jeho první působiště, a když roku 1376 zemřel vratislavský biskup Přeclav z Pohořelé, usiloval o jeho místo s podporou Karla IV. i papeže Řehoře XI. Vratislavská kapitula však zvolila Dětřicha z Klatov. Papež sice tuto volbu neuznal, byla však překážkou rychlého přesunu Jana ze Středy. Vyřešení situace navíc zkomplikovala jednak smrt Karla IV. (29. listopadu 1378), jednak papežské schizma, které začalo v témže roce. Dětřich z Klatov získal potvrzení od avignonského papeže Klementa VII., ale protože české země zůstaly u římské obedience, ve skutečnosti jej to diskvalifikovalo.
Jan ze Středy se navíc po smrti krále Karla IV. dostal do sporů s moravskými markrabími Joštem a Prokopem, takže musel i s kapitulou opustit Olomouc, kde jeho odpůrci vypálili biskupský palác a poškodili katedrálu. Jan se pak zdržoval na venkovských panstvích biskupství, zejména v Kroměříži, a nad Olomoucí vyhlásil interdikt. Spor urovnal až roku 1380 pražský arcibiskup Jan z Jenštejna. Téhož roku jej vratislavská kapitula v obnovené volbě konečně zvolila biskupem ve Vratislavi. Jan ze Středy však zemřel dříve, než mohl do úřadu nastoupit, totiž 23. prosince 1380 na některém biskupském panství, pravděpodobně v Modřicích u Brna.
Pohřben byl v kapitulním chrámu Nalezení sv. Kříže v Litomyšli.

## Dílo a význam

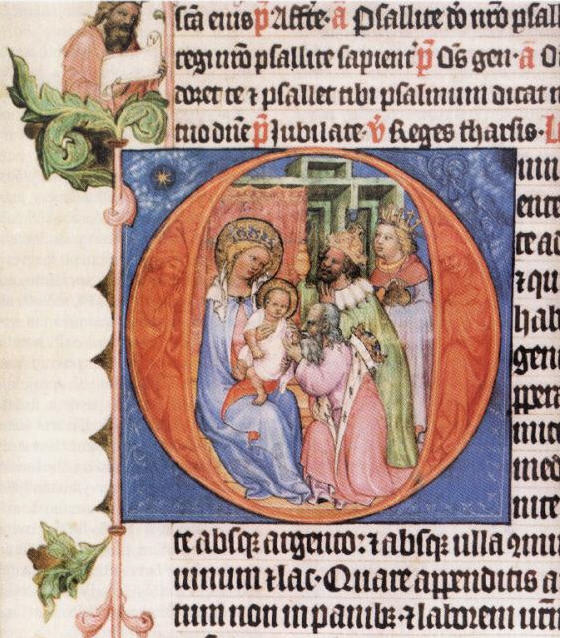
Klanění tří králů (Liber viaticus)

Přestože není známo, kde Jan ze Středy nabyl vzdělání, byl raně humanistickým vzdělancem a milovníkem umění, který se významně podílel na kulturním významu dvora Karla IV. Jeho díla i zachovaný katalog jeho knihovny poukazují na velkou znalost klasických antických autorů. Udržoval bohatou korespondenci například s Colou di Rienzo a od roku 1354 s Francescem Petrarcou: kancléř posílal básníkovi vzletné dopisy plné lichotek, Petrarca oceňoval Janovo vedení kancelářského registru. Jan ze Středy psal nábožné básně kultivovanou latinou, i když jeho autorství nelze vždy přesně určit. Karlovi IV. daroval vlastní latinské zpracování životopisu svatého Jeronýma, do latiny přeložil pro jednoho českého klerika neznalého němčiny báseň Johanna Frauenloba. Četná byla jeho německá tvorba, spočívající zejména ve volných překladech. Nejvýznamnějšími jsou jednak překlad knihy Liber soliloquiorum animae ad Deum (Samomluvy duše s Bohem) připisované svatému Augustinovi, který vyhotovil pro Karla IV. po roce 1355 pod názvem Das Buch der Liebkosungen, jednak pozdější překlad zmiňovaného životopisu svatého Jeronýma, který vyhotovil pro moravskou markraběnku Alžbětu. Vedle toho byl autorem četných latinských i německých modliteb pro různé účely, které se pro svou jazykovou vytříbenost a niternost, předjímající hnutí Devotio moderna, těšily velké popularitě zejména u ženské části obyvatelstva a kolovaly v mnoha opisech. Tato díla na jedné straně a jím zavedený styl kancelářského jazyka na straně druhé měly nemalý vliv na vývoj spisovné němčiny.
Na svých hradech na Mírově, v Kroměříži a v Modřicích měl písařské dílny, kde koncem 50. let patrně vznikl slavný rukopis cestovního breviáře Liber viaticus, jeden z vrcholů pozdně gotického knižního umění u nás. Ten byl v roce 1826 věnován Národnímu muzeu v Praze, kde je součástí Sbírky rukopisů Knihovny Národního muzea a je v digitalizované formě přístupný na internetu. Dalšími významnými iluminovanými rukopisy vyhotovenými pro Jana ze Středy jsou Liber pontificalis pro biskupské liturgické účely a olomoucký misál. Při biskupském dvoře měl také pěvecký sbor, kapelu a věnoval velkou péči liturgii i školství. Svou bohatou knihovnu odkázal už roku 1356 klášteru augustiniánů u svatého Tomáše v Praze.
Jako kancléř zavedl nový styl listinné a diplomatické řeči, opřený o znalost latinských klasiků a italského humanismu, a sám sepsal vzorník různých typů listin pro potřeby císařské kanceláře i biskupství v latině i němčině. Čtyři z těchto rukopisů se zachovaly a jsou jedním z nejdůležitějších pramenů pro dějiny vlády Karla IV. (zejména sbírka s názvem Summum cancellarii). Styl jeho listin měl velký vliv a byl hojně napodobován. Jinou otázkou je však politický vliv Jana ze Středy. O jeho účasti na rozhodování císaře Karla nejsou žádné konkrétní doklady, rovněž nikdy nebyl pověřen diplomatickým jednáním v císařově jménu.